# Oròspeda
Oròspeda (en llatí Orospeda, en grec antic Ὀρόσπεδα, que Claudi Ptolemeu anomena Ortospeda Ὠρτόσπεδα) va ser una serralada muntanyosa d'Hispània Tarraconense que correspon a la moderna Sierra del Mundo fins a la Serra de Ronda. Abundava en mines de plata, i també portava el nom de Mons Argentarius.
Per extensió el nom es va donar a tota la regió. Oròspeda s'aplicava sovint a les possessions romanes d'Orient a Hispània, que anomenaven Espània.